# Scapoli
Scapoli är en ort och kommun i provinsen Isernia i regionen Molise i Italien. Kommunen hade 663 invånare (2018).